# 10TP
10TP — польский колёсно-гусеничный лёгкий танк конца 1930-х годов, проект которого был создан в конце 1938 года, но так и не был завершён ввиду начала Второй мировой войны.

## История

### Прототип
В конце 1920-х годов американский конструктор автомобилей Джон Уолтер Кристи создал лёгкий колёсно-гусеничный танк Christie M 1928, который мог развивать на колёсном ходу скорость 69 миль/час (112 км/ч), а на гусеничном ходу 42 мили/час (68 км/ч). Однако конструкция не заинтересовала американских военных, и экспериментальный образец был выставлен на продажу.
Первыми, кто заинтересовался в покупке танка, были поляки, которые вели обновление танкового парка. Капитан Марьян Руциньский (пол. Marian Ruciński) был отправлен по запросу Военный Институт Инженерных Исследований (пол. Wojskowy Instytut Badań Inżynierii) в США для детального ознакомления с танком Кристи. В Нью-Джерси Руциньский был ознакомлен с проектом ещё одной машины — Christie M 1931. Руциньский был очень доволен тем, что нашёл вариант развития бронетехники Польши, и отправил соответствующий доклад в Польшу.
26 февраля 1930 года в США отправилась делегация Военного Института во главе с полковником Тадеушем Коссаковским (пол. Tadeusz Kossakowski) для закупки пробного образца. Соответствующий контракт был подписан с Польшей, по которому один образец доставлялся в Польшу. Однако образец так и не был доставлен, а переговоры о покупке лицензии зашли в тупик. Кристи вернул польской стороне деньги, а лицензию получила делегация СССР.
Несмотря на провалившуюся попытку закупки танка, польские конструкторы получили необходимые чертежи танка благодаря записям Руциньского и договорились о создании аналогичного танка. Проект танка был назван «A la Christie». К 1932 году были созданы чертежи, но к тому моменту Польша закупила несколько танков Vickers Mk E, и все силы были брошены на выпуск первых образцов танка VAU-33, который вскоре будет известен под названием 7TP. Работы над аналогом «Кристи» были прекращены, а вскоре был расформирован Военный Институт, на место которого пришло Техническое Исследовательское Бюро Бронированных Вооружений (пол. Biuro Badań Technicznych Broni Pancernych), подчинённое Командованию Бронетанковых Войск.
Договориться о приоритетах руководство Бюро не могло, а первое их решение было об уничтожении документов и чертежей танка типа Кристи. Почти все документы были уничтожены, но только спустя несколько месяцев Бюро осознало свою ошибку. Заручившись поддержкой Генерального Штаба, Бюро отдало распоряжение создать колёсно-гусеничный крейсерский танк. Конструкторскую группу возглавил майор Рудольф Гундлах. Он уже создал к тому моменту бронеавтомобиль Ursus wz. 29, а также танковый перископ Vickers Tank Periscope Mk IV. В число разработчиков вошли Ян Ляпушевский (пол. Jan Łapuszewski), Мечислав Сташевский (пол. Mieczysław Staszewski), Стефан Олдаковский (пол. Stefan Ołdakowski), Казимеж Хейнович (пол. Kazimierz Hejnowicz) и Ежи Напюрковский (пол. Jerzy Napiórkowski).

### Конструкция
За основу был взят танк Кристи, однако поляки расширили корпус, увеличив численность экипажа до 4 человек и добавив курсовой пулемёт. Была установлена двухместная башня от 7TP. Также расширились колёса и гусеницы. Система управления, впрочем, осталась чисто польской: были гидравлические сервоприводы, барабанные тормоза и задние ведущие колёса. Из проблем был слабый двигатель, мощность которого нужно было повысить до 250 лошадиных сил. У фирмы Vimalert был закуплен мотор American la France. Итого получился 12-цилиндровый бензиновый двигатель объёмом 12,358 куб.см. с мощностью 210 л. с. (хотя по документам мощность была на 30-36 лошадиных сил выше).
На гусеничном ходу 10ТР развивал 50-56 км/ч, а на колёсах 75 км/ч. Из 4 опорных колёс на борту первое было рулевым, а второе слегка убиралось вверх при движении без гусениц. При колёсном ходе трансмиссия переключалась на последние 2 колеса. Амортизация обеспечивалась отсутствием резины на колёсах и независимой подвеской каждого опорного колеса. Переход с колёс на гусеницы занимал 30-45 минут. Радиостанции в 10ТР не стояло, но в перспективе намечалась 2NC с интеркомом.
Незаконченный образец был включён в программу Бронетанковых войск в 1936 году: 16 танков должны были составить новую роту совместно с ротой танков 4TP или танкеток TKS. Планировалось построить итого 64 танка. Первые танки должны были поступить в Варшавскую броне-моторизованную бригаду (пол. Warszawskiej Brygady Pancerno-Motorowej).

### Испытания
Под руководством капитана Казимежа Грюнера (пол. Kazimierz Grüner) в 1937 конструкторы начали сборку первого прототипа 10ТР в мастерской при Техническом бюро. Мастерская находилась на территории завода PZInż. в городе Урсус (польск. Ursus), недалеко от Варшавы (польск. Warszawa). Приступая к сборке, предприятие не имело необходимого оборудования для изготовления 10ТР, поэтому прототип был готов только в июле 1938. Испытания проходили в строжайшей секретности из-за опасения перед немецкими агентами и членами «пятой колонны». Шеф BBT Br.Panc полковник Патрик О’Брайан де Лейси (пол. Patryk O'Brien de Lacy) потребовал от начальника конструкторского бюро соблюдения максимальной секретности испытаний.
16 августа 1938 года танк 10ТР под управлением сержанта Полинарека совершил первый продолжительный пробег. При этом присутствовал начальник отдела проектов и конструкций BBT Br.Panc., капитан Леон Чекальский (пол. Leon Czekalski). Чтобы избежать возможной утечки информации, Полинарек в конце дня сделал личный доклад капитану Чекальскому.

«Танк выехал с территории WD в 9:25 и прибыл в Помехувек к часу дня. Таким образом, чтобы проехать расстояние 57,3 км потребовалось 2 часа 20 минут… Были достигнуты следующие средние скорости: по дороге с твёрдым покрытием — 34,5 км/ч, по грязному просёлку — 20,6 км/ч… На обратном пути сломался кронштейн правого нижнего вентилятора. Танк очень легко шёл по грязной дороге, бездорожью и с абсолютной лёгкостью справлялся с любым поворотом… и плавно ехал по рытвинам. Передние пылевики слишком короткие и никак не защищали от попадания пыли внутрь, так что водителю очень трудно управлять танком (пыль летит в глаза и рот)… Коробка передач потребляет слишком много масла. Танк достаточно легко преодолел крутой склон (35°- 40°) без какого либо скольжения по грунту и несколько раз форсировал вброд реку Вкра, где глубина на несколько сантиметров превышала уровень пола… На обратном пути он угодил в глубокий придорожный кювет (почти 2 м) в Ломянках и сбил дерево у дороги (танк без труда выбрался из кювета на задней передаче)… Этот съезд в кювет был вызван временной поломкой тормоза. 17 числа этого же месяца танк остаётся в WD, для установки нового вентилятора. 18 числа этого же месяца, то есть во вторник эти испытания могут снова начаться. Общий осмотр: результат испытательного пробега на дистанцию 111 км был удовлетворительным по скоростным показателям и преодолению участков труднопроходимого бездорожья».

Испытания продолжались до 30 сентября, затем танк вернули для доработки. 16 января 1939 года прошли повторные испытания. В присутствии главного конструктора экипаж довёл танк до Ловича (пол. Łowicz), преодолев всего 154 км. С 22 по 25 апреля 10ТР доехал до Гродно (польск. Grodno), преодолев суммарно 610 км. Когда 10ТР проехал суммарно около 2000 км, его отправили в цех WD и полностью разобрали для осмотра износа деталей, выявления дефектов сборки и устранения проблем. В мае обновлённый 10ТР продемонстрировали военному командованию. Среди конструкторов и военных возобладало мнение, что колёсный ход 10ТР совершенно ненужен. За счёт демонтажа оборудования колёсного хода стало возможно увеличить бронирование, сохранив массу машины. Не запустив в серию 10ТР, поляки приступили к созданию танка 14ТР с гусеничным ходом, однако появились снова проблемы с двигателем. Мощность American la France оказалась недостаточной даже для 10ТР. Созданием польского двигателя для танка мощностью 300—400 л. с. занимались инженеры З. Ритл и Я. Вернер из отдела BS PZ Inż. Однако работы затянулись, а переговоры с фирмами о закупке моторов зашли в тупик. В конце мая 1939 года было последний раз в документах упомянуто о 10TP. С началом Второй мировой проекты были прекращены. Единственный экземпляр был уничтожен.

## Технические характеристики
В скобках даются характеристики для колёсного хода, перед скобками даны характеристики для гусеничного хода.
- Экипаж: 4 человека
- Масса: 12,8 тонн
- Длина: 540 см
- Ширина: 255 см
- Высота: 220 см
- Колёсная база: 334 см
- Колея: 224 см
- Дорожный просвет (клиренс): 40 см
- Диаметр колеса: 35 см
- Максимальная скорость: 50 км/ч (75 км/ч)
- Запас хода: 210 км (130 км)
- Расход топлива: 110—150 л/км
- Удельная мощность: 16,4 л. с./т
- Удельное давление на грунт: 0,47 кг/кв.см
- Вооружение: пушка Bofors wz. 37 (калибр 37 мм), 80 снарядов
- Дополнительное вооружение: 2 пулемёта Ckm wz.30 (калибр 7.92 мм), 4500 патронов

## Модули
- Изначально 10ТР имел орудие Bofors wz. 37, затем его изменили на kan m/38 strv. Также имел двигатель American la France J V-12, затем измененный на Maybach HL 120 TR.

## В массовой культуре
В онлайн-игре World of Tanks является легким танком третьего уровня.
В мобильной игре World of Tanks Blitz представлен как танк 2 уровня.